# Sopwith Dolphin
Die Sopwith 5F.1 Dolphin war ein einsitziges Doppeldecker-Jagdflugzeug des britischen Herstellers Sopwith im Ersten Weltkrieg.

## Entwicklung
Anfang 1917 begann Herbert Smith, Chefingenieur bei der Sopwith Aviation Co., unter der Bezeichnung 5F.1 einen einsitzigen Kampfdoppeldecker mit dem 200 PS Hispano-Suiza 8B. zu entwickeln. Das Flugzeug unterschied sich durch die Verwendung eines Reihenmotors sowie seine ungewöhnliche Tragflächen- und Rumpfkonstruktion von ihren Vorgängern und brach dabei mit dem typischen Sopwith-Design, das bislang eine kontinuierliche Weiterentwicklung von der Sopwith Tabloid über Sopwith 1½ Strutter, den Pup und die Triplane bis zur Camel gewesen war. Kerngedanke war, dem Pilot eine ungehinderte Sicht nach oben und vorn zu geben; dazu wurde die obere Tragfläche geteilt ausgeführt und deren beiden Flügel seitlich an einer Stahlverstrebung aufgehängt. Um die so verursachte Schwerpunktänderung auszubalancieren, wurden die Tragflächen rückwärts gestaffelt. Die Rohrleitungen zum Motorkühler verliefen seitlich am Piloten vorbei und beheizten dadurch das Cockpit.
Der Prototyp erhielt einen 150 PS Hispano-Suiza 8V-Motor mit Untersetzungsgetriebe und einen automobilähnlichen Kühler. Er absolvierte am 23. Mai 1917 den Erstflug. Anfang Juni überführte Testpilot Harry Hawker das Flugzeug zur offiziellen Erprobung nach Martlesham Heath und von dort am 13. Juni nach St. Omer, wo Piloten der No. 60 Squadron den Prototyp zur weiteren Erprobung übernahmen. Nachdem diese dem Flugzeug ein gutes Zeugnis gegeben hatten, bestellte das Kriegsministerium 500 Flugzeuge bei Sopwith und weitere 200 bei der Darracq Motor Engineering Co.
Nach der Erprobung wurden weitere Prototypen gebaut. Beim zweiten wurde ein Tragflächenkühler angebracht und die untere Tragfläche erhielt lange Ausschnitte, um die Sicht des Piloten auch nach unten zu verbessern. Bei den späteren Serienflugzeugen wurden diese Modifikationen wieder weggelassen. Dafür wurden zahlreiche kleinere Änderungen an den beiden nächsten Prototypen vorgenommen; sie betrafen den Kühler, die Rumpfabdeckung, die Stabilisierung der Tragflächen, das Seitenruder und die Bewaffnung mit einem zusätzlichen Lewis-MG. Der vierte Prototyp wurde das Muster für die im Oktober 1917 begonnene Serienproduktion. Ende des Jahres 1917 wurden bereits 121 Dolphins geliefert.
Probleme bereiteten jedoch die von der französischen Firma Brasier gelieferten unzuverlässigen Hispano-Suiza 8B-Motoren mit Untersetzungsgetriebe. Dadurch verursachte Lieferengpässe verzögerten die Fertigstellung der Dolphins, was sich erst Anfang 1918 besserte, als der französische Lieferant Émile Mayen hinzugezogen wurde.
Sopwith, Darracq und Hooper & Co lieferten 2.072 Dolphin Mk I, 1.500 Zellen wurden nach Eintreten des Waffenstillstands verschrottet.

## Varianten
- Dolphin Mk I: Standard-Serienflugzeug

- Die französische Firma SACA (Société Anonyme des Constructions Aéronautiques) nahm die Lizenzproduktion der Dolphin Mk II mit 300 PS (224 kW) Hispano-Suiza 8F-Motor 1918 auf, es wurden jedoch vor Kriegsende nur wenige Exemplare ausgeliefert.

- Aufgrund der Probleme mit dem Umsetzungsgetriebe wurde der Prototyp einer Dolphin Mk III mit 200 PS (149 kW) Hispano-Suiza 8B ohne Umsetzungsgetriebe gebaut, der erstmals im Oktober 1918 flog und kurz vor Kriegsende in Produktion ging.[12]

- Für Trainingszwecke wurden vom Technischen Offizier des 23rd Training Wing fünf Dolphins mit 150 PS (110 kW) Hispano-Suiza-Motor ohne Umsetzungsgetriebe versehen und zum Zweisitzer umgebaut.[9]

## Einsatz
Im Januar 1918 wurde die No. 19 Squadron des R.F.C. von SPADs auf Dolphins umgerüstet, am 18. Februar verlegte die im Herbst neu aufgestellte No. 79 Squadron damit nach Frankreich, im April tauschte die No. 23 ihre SPADs gegen Dolphins um, und am 26. April ging die No. 87 an der Westfront mit Dolphins in den Einsatz. Alle vier Einheiten flogen den Typ bis Kriegsende.
Das Flugzeug zog wegen seines ungewöhnlichen Aussehens öfters eigenes Abwehrfeuer auf sich und wurde sogar einige Male irrtümlich von britischen und belgischen Kampffliegern angegriffen. Die Dolphins waren zudem für Anfänger wenig geeignet: Es bereitete Schwierigkeiten, das Flugzeug zu steuern, da man vom Cockpit aus die Flugzeugnase nicht einsehen konnte. Einige Piloten fassten kein Vertrauen in die ungewöhnliche Tragflächenanordnung bei der sie, vorn „den Motor auf den Knien“ und den Benzintank im Rücken und nach oben den Kopf ungeschützt, im Fall einer Bruchlandung die Gefahr schwerster Verletzungen befürchteten. Deshalb erhielten einige der ersten Maschinen behelfsmäßige Überrollbügel über dem Cockpit, die aber wieder entfielen, nachdem sich die Besorgnisse im Einsatz gelegt hatten und die Piloten entsprechendes Vertrauen in die Maschine gewonnen hatten. Die Dolphin war schnell, wendig, leicht zu fliegen und in großer Höhe so manövrierfähig, dass sie es sogar mit dem hervorragenden deutschen Höhenaufklärer Rumpler C.VII aufnehmen konnte. Für Erdangriffe konnten vier 11 kg Cooper-Bomben mitgeführt werden. Die Piloten der Squadron 87 experimentierten dazu mit dem Einsatz von Sauerstoffmasken, gaben den Versuch jedoch bald wieder auf, da diese bei Beschuss zu explodieren drohten. Außerdem befestigten sie je ein Lewis-MG auf den unteren Tragflächen, welche seitlich am Propeller vorbeischossen. Deren Handhabung war jedoch problematisch und ein Nachladen unmöglich, so dass diese Bewaffnung sich nicht durchsetzte.
Neben den Squadrons 19, 23, 56, 79, 85, 87, 90, 91 und 141 der Royal Air Force und der No. 1 (Fighter) Squadron der Canadian Air Force flogen auch die 19. Eskadra Myśliwska der polnischen Fliegertruppe, die 1. Zaporoska Eskadra Ukraińska der ukrainischen Armee und der US-Army Air Service Sopwith Dolphins. Dieser kaufte im Oktober 1918 fünf Dolphin Mk I und überführte sie zur Erprobung in die USA.

### Leistungsvergleich
Leistungsvergleich von Jagdeinsitzern im Fronteinsatz zum Ende des Ersten Weltkriegs:
| Name                   | Staat                  | Erstflug   | Indienststellung | Motorleistung | max. Geschwindigkeit | Startmasse | Bewaffnung (MG) | Gipfelhöhe | Stückzahl |
| ---------------------- | ---------------------- | ---------- | ---------------- | ------------- | -------------------- | ---------- | --------------- | ---------- | --------- |
| Albatros D.III         | Deutsches Reich        | 1916-08-01 | 1917-01-15       | 170 PS        | 165 km/h             | 886 kg     | 2               | 5.500 m    | 1352      |
| S.E.5a                 | Vereinigtes Königreich | 1916-11-22 | 1917-03-15       | 200 PS        | 222 km/h             | 880 kg     | 2               | 5.185 m    | 5205      |
| Sopwith Camel          | Vereinigtes Königreich | 1916-12-31 | 1917-06-15       | 130 PS        | 185 km/h             | 659 kg     | 2               | 5.791 m    | 5490      |
| Sopwith Dolphin        | Vereinigtes Königreich | 1917-03-23 | 1918-02-15       | 200 PS        | 211 km/h             | 890 kg     | 2               | 6.100 m    | 2072      |
| Albatros D.Va          | Deutsches Reich        | 1917-04-15 | 1917-07-15       | 185 PS        | 187 km/h             | 937 kg     | 2               | 6.250 m    | 2562      |
| Pfalz D.IIIa           | Deutsches Reich        | 1917-04-15 | 1917-08-15       | 180 PS        | 181 km/h             | 834 kg     | 2               | 6.000 m    | 750       |
| SPAD S.XIII            | Frankreich             | 1917-04-30 | 1917-05-31       | 220 PS        | 222 km/h             | 820 kg     | 2               | 6.650 m    | 8472      |
| Nieuport 28            | Frankreich             | 1917-06-14 | 1918-03-15       | 160 PS        | 195 km/h             | 740 kg     | 2               | 5.200 m    | 300       |
| Fokker Dr.I            | Deutsches Reich        | 1917-07-05 | 1917-09-01       | 130 PS        | 160 km/h             | 585 kg     | 2               | 6.500 m    | 420       |
| Sopwith Snipe          | Vereinigtes Königreich | 1917-10-31 | 1918-08-30       | 230 PS        | 195 km/h             | 955 kg     | 2               | 6.100 m    | 497       |
| L.F.G. Roland D.VIa    | Deutsches Reich        | 1917-11-30 | 1918-05-15       | 160 PS        | 190 km/h             | 820 kg     | 2               | 5.500 m    | 353       |
| Siemens-Schuckert D.IV | Deutsches Reich        | 1917-12-31 | 1918-08-15       | 160 PS        | 190 km/h             | 735 kg     | 2               | 8.000 m    | 123       |
| Fokker D.VII           | Deutsches Reich        | 1918-01-24 | 1918-04-15       | 180 PS        | 189 km/h             | 910 kg     | 2               | 6.000 m    | 800       |
| Fokker D.VIIF          | Deutsches Reich        | 1918-01-24 | 1918-04-15       | 226 PS        | 205 km/h             | 910 kg     | 2               | 7.000 m    | 200       |
| Pfalz D.VIII           | Deutsches Reich        | 1918-01-24 | 1918-09-15       | 160 PS        | 190 km/h             | 740 kg     | 2               | 7.500 m    | 120       |
| Pfalz D.XII            | Deutsches Reich        | 1918-03-31 | 1918-07-15       | 160 PS        | 180 km/h             | 902 kg     | 2               | 5.640 m    | 750       |
| Fokker D.VIII          | Deutsches Reich        | 1918-05-31 | 1918-07-31       | 110 PS        | 204 km/h             | 605 kg     | 2               | 6.300 m    | 289       |

### Nachkriegseinsatz
Die kanadische 1. (Fighter) Squadron flog Dolphins zusammen mit S.E.5as, Sopwith Snipes und erbeuteten Fokker D.VIIs bis 1920. Einige Dolphins wurden noch nach Kanada überführt.
Nur eine Dolphin (D5369) wurde für den zivilen Einsatz umgebaut, nachdem Handley Page sie 1920 erworben und unter der Zulassungsnummer G-EATC. bis zu ihrem Verkauf 1923 für Schauflüge einsetze.
10 Dolphins wurden von der polnischen Fliegertruppe im Polnisch-Russischen Krieg eingesetzt. Sie flogen unter anderem Tiefangriffe bei der Schlacht um Warschau im August 1920, mussten aber aufgrund Ersatzteilmangel bald stillgelegt werden. Zwei dieser Flugzeuge wurden von Oktober 1920 bis Februar 1921 an die 1. Zaporoska Eskadra Ukraińska der ukrainischen Armee ausgeliehen.

## Bilder

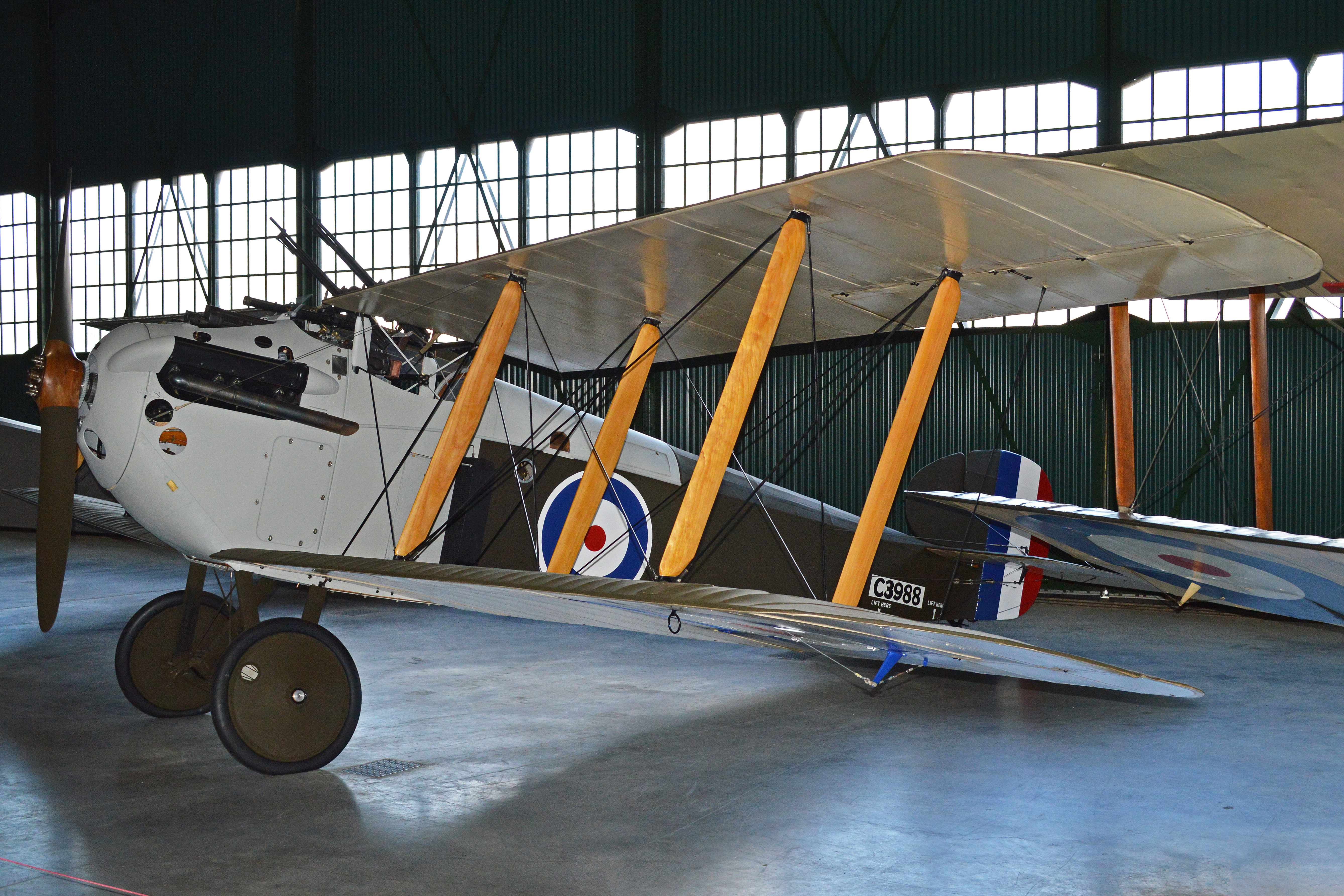
Dolphin Mark I im Royal Air Force Museum in London
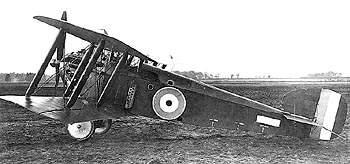
Dritter Prototyp
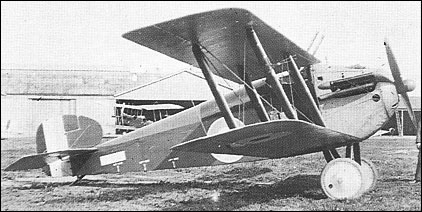
Dritter Prototyp, Flugplatz Brooklands
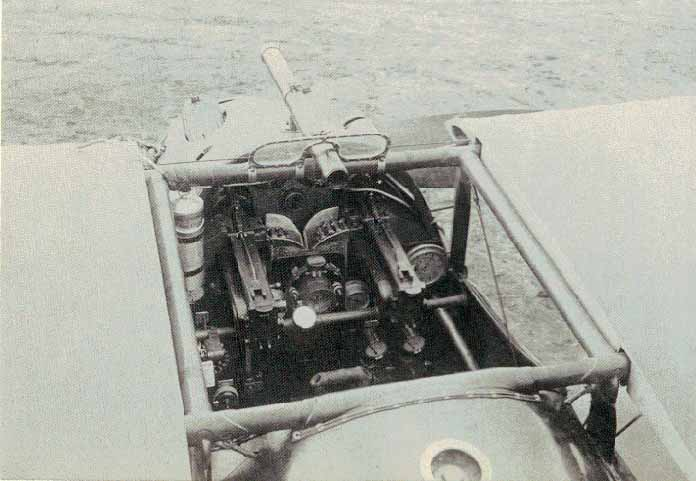
Cockpit
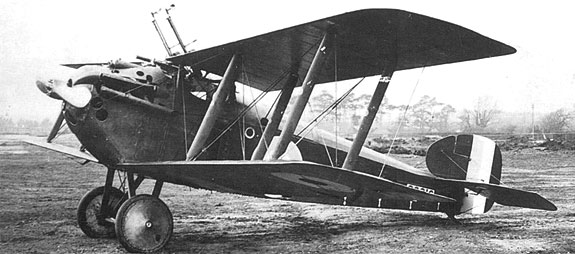
Dolphin mit zwei nach oben feuernden Lewis-MGs und Norman Zielfernrohr
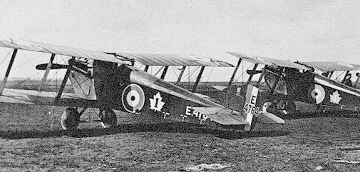
Dolphins der kanadischen No. 1 (Fighter) Squadron in Upper Heyford, Dezember 1918
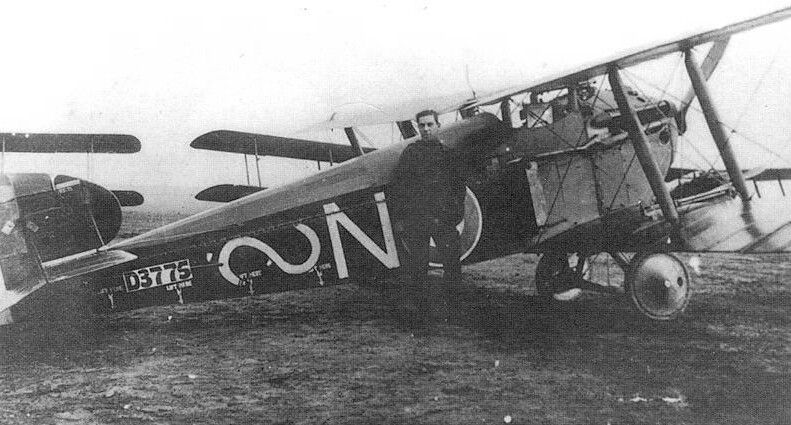
Dolphin von Lieutenant Cecil Montgomery-Moore von der No. 87 Squadron RAF mit auf der unteren Tragfläche montiertem Lewis-MG

## Technische Daten

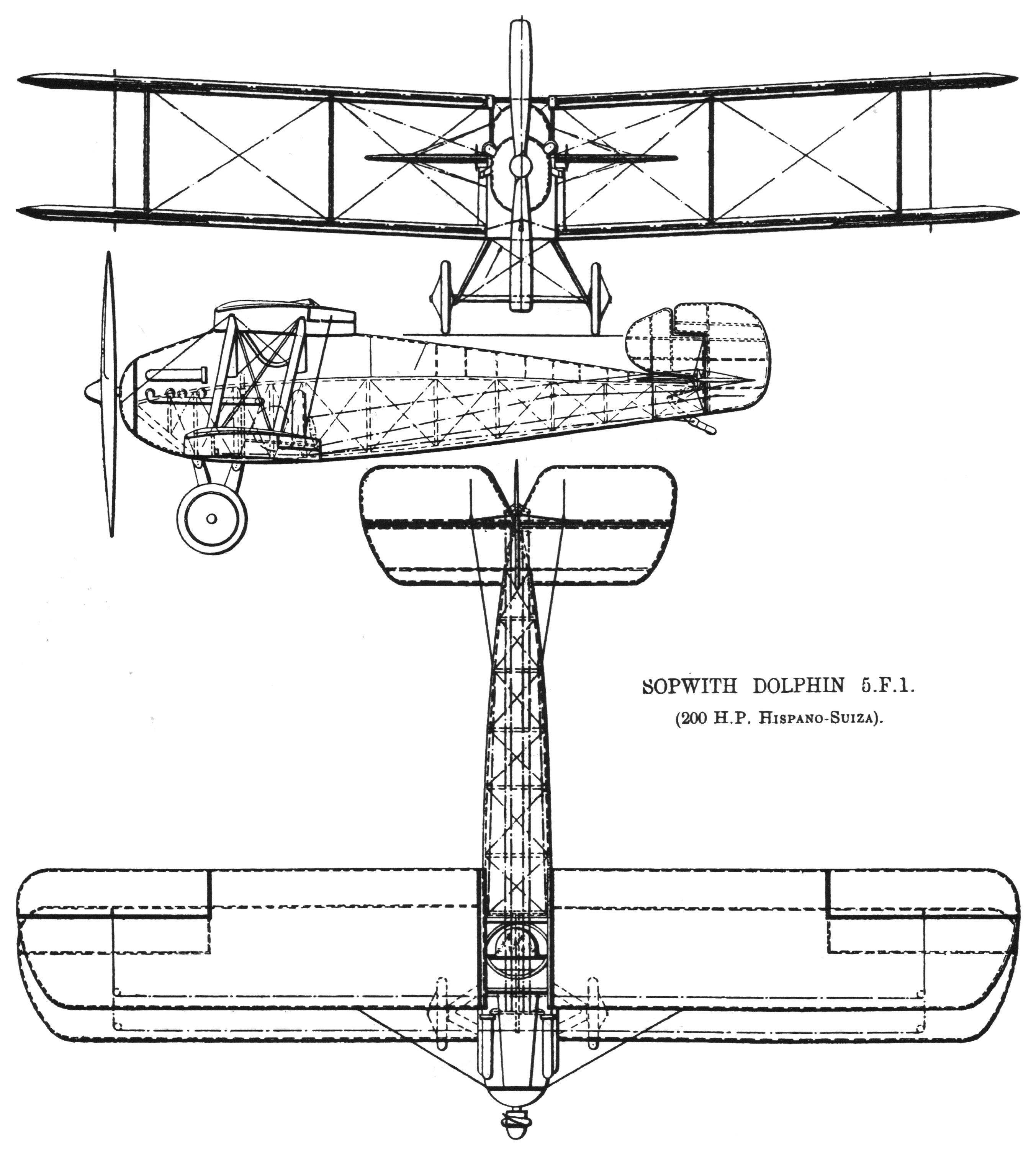
Dreiseitenansicht

| Kenngröße             | Daten |                           |
| --------------------- | --- | ------------------------- |
| Länge                 | 6,78 m |                           |
| Spannweite            | 9,91 m |                           |
| Höhe                  | 2,59 m |                           |
| Flügelfläche          | 24,4 m² |                           |
| Leermasse             | 641 kg |                           |
| Startmasse            | 890 kg |                           |
| Motor                 | Hispano-Suiza 8B-V8-Motor                                                                                       | Hispano-Suiza 8B-V8-Motor |
| Leistung              | 200 PS (149 kW)                                                                                                 |                           |
| Höchstgeschwindigkeit | 211 km/h in NN                                                                                                  |                           |
| Steigleistung         | 12:05 min auf 3.048 m Höhe                                                                                      |                           |
| Dienstgipfelhöhe      | 6.100 m |                           |
| Reichweite            | 315 km |                           |
| Tragflächenbelastung  | 36,5 kg/m² |                           |
| Leistung/Masse        | 0,232 kW/kg |                           |
| Bewaffnung            | 2 Vickers-MGs Kal. 7,7 mm, nach vorne feuernd, synchronisiert; 1–2× 0.303 in (7.7 mm) Lewis MGs, 4 12-kg-Bomben |                           |